# Jüdischer Friedhof (Ribnitz-Damgarten)
Es sind drei Jüdische Friedhöfe in der Stadt Ribnitz-Damgarten im jetzigen Landkreis Vorpommern-Rügen in Mecklenburg-Vorpommern dokumentiert:
- Der Friedhof in Damgarten (Lage), damalige Bezeichnung Begräbnisplatz, befand sich gesondert am damaligen alten Friedhof an der Richtenberger Straße und wurde begrenzt von der Stralsunder Straße und dem Recknitzweg.
- Der alte Begräbnisplatz in Ribnitz (Lage) von 1755 wurde 1885 durch eine Neuanlage abgelöst. Er befand sich südlich der Straße „Am Bleicherberg“ am östlichen Ende des heutigen Klosterparkes auf dem Gelände der dortigen Schule.
- Der neue jüdische Friedhof (Lage) von Ribnitz wurde nach 1885 im Zusammenhang mit der Anlage eines neuen städtischen Friedhofes am Schleusenberg/Mühlenberg angelegt. Dieser Friedhof wurde in der  NS-Zeit gleichfalls abgeräumt.

## Geschichte

### Damgarten
Der Friedhof stammt aus der Zeit vor 1880, belegt wird das durch die Kennzeichnung mit L statt des (christlichen) † in dem Messtischblatt (MTB) 1880. Auch noch das MTB 1920 zeigt diese Signatur. Danach wurde die Kartensignatur nur noch für den normalen Friedhof bis zu dessen Auflösung und Renaturierung nach 1945 ausgeführt. Wiederum war die Lage des Begräbnisplatzes am damaligen Stadtrand an den Bahnstrecken. Dieser Platz scheint selbst der Alemannia Judaica in ihrer Webseite unbekannt zu sein, er ist dort nicht aufgeführt.

### Ribnitz
Ribnitz hatte zeitlich versetzt zwei Begräbnisplätze für die jüdischen Bürger.

#### Alter Friedhof
Der ältere Platz wurde 1755 angelegt. Die jüdische Gemeinde in Ribnitz konnte eine Fläche von „50 Fuß im Quadrat“ zur Anlage eines Friedhofes erwerben. Auf ihm wurden in den folgenden Jahrzehnten auch die in umliegenden jüdischen Gemeinde verstorbenen Juden beigesetzt. Der Friedhof war von einer Mauer umgeben. Dieser alte jüdische Friedhof wurde in den 1920er- und 1930er-Jahren mehrmals geschändet und nach 1938 auf Veranlassung der NS-Behörden eingeebnet.

#### Neuer Friedhof
Ein neuer jüdischer Friedhof wurde nach 1885 im Zusammenhang mit der Anlage eines neuen städtischen Friedhofes am Schleusenberg/Mühlenberg angelegt. Wie damals üblich wurde der jüdische Friedhof zwar am städtischen angelegt, aber abgetrennt, mit einer Mauer umgeben und am Stadtrand beim Mühlenviertel. Dieser Friedhof wurde in der NS-Zeit nach 1938 gleichfalls abgeräumt. Eine jüdische Gemeinde gab es in Ribnitz-Damgarten nicht mehr. 1933 hatten noch 16 Juden hier gelebt. 1942 wurden die letzten vier jüdischen Frauen deportiert. Von diesem Friedhof ist kaum noch etwas vorhanden. Er wurde schließlich in den 1950er Jahren eingeebnet. Man schaffte zwei restliche Grabsteine (von 1842 bzw. 1850, letzterer von Rabbiner Meir, Sohn des Rabbiners David ha-Kohen) von dem älteren Friedhof hierher und errichtete eine Gedenkstätte in der südwestlichen Ecke des ehemaligen jüdischen Friedhofs. Die übrige Fläche wurde vom Städtischen Friedhof neu belegt.
Auf einem Granitobelisk von 1988 steht unter einem Davidstern:
"Den in Ribnitz sowie allen durch die Wirrnisse der Zeit 1933/45 fern der Heimat verstorbenen
jüdischen Bürgern unserer Stadt zum Gedenken – Rat der Stadt Ribnitz-Damgarten"